# Huracà Alex (2010)
Huracà Alex va ser el primer cicló tropical que es va formar durant la temporada d'huracans de l'Atlàntic de 2010. Es formà a partir d'una ona tropical el 25 de juny. Es desenvolupà a poc a poc en el mar Carib i sobrevolà Belize com a tempesta tropical. Després d'entrar en el Golf de Mèxic, Alex era molt gran i es trobà amb condicions favorables per un desenvolupament lent. A principis del 30 de juny, el cicló assolí l'estatus d'huracans quan s'aproximava al nord-est de Mèxic; es convertia així en un huracà al juny, fet que no succeïa des de l'huracà Allison el 1995. La tempesta ràpidament s'intensificava davant la costa de Tamaulipas, i colpejava prop de Soto la Marina com un huracà de Categoria 2 en l'escala de Saffir-Simpon.